# Ререрсбург (Пенсільванія)
Ререрсбург (англ. Rehrersburg) — переписна місцевість (CDP) в США, в окрузі Беркс штату Пенсільванія. Населення — 322 особи (2020).

## Географія
Ререрсбург розташований за координатами 40°27′27″ пн. ш. 76°14′46″ зх. д. / 40.45750° пн. ш. 76.24611° зх. д. (40.457516, -76.246180).  За даними Бюро перепису населення США в 2010 році переписна місцевість мала площу 1,39 км², уся площа — суходіл.

## Демографія
Згідно з переписом 2010 року, у переписній місцевості мешкало 319 осіб у 119 домогосподарствах у складі 81 родини. Густота населення становила 230 осіб/км².  Було 128 помешкань (92/км²).
Расовий склад населення:
| - 89,0 % — білих - 1,9 % — чорних або афроамериканців - 7,8 % — осіб інших рас |

До двох чи більше рас належало 1,3 %. Частка іспаномовних становила 8,8 % від усіх жителів.
За віковим діапазоном населення розподілялося таким чином: 27,0 % — особи молодші 18 років, 64,5 % — особи у віці 18—64 років, 8,5 % — особи у віці 65 років та старші. Медіана віку мешканця становила 36,5 року. На 100 осіб жіночої статі у переписній місцевості припадало 111,3 чоловіків;  на 100 жінок у віці від 18 років та старших — 111,8 чоловіків також старших 18 років.
За межею бідності перебувало 25,2 % осіб, у тому числі 48,1 % дітей у віці до 18 років та 10,0 % осіб у віці 65 років та старших.
Цивільне працевлаштоване населення становило 159 осіб. Основні галузі зайнятості: освіта, охорона здоров'я та соціальна допомога — 22,6 %, гуртова торгівля — 18,9 %, виробництво — 18,9 %.